# Толперизон
Толперизон — миорелаксант центрального действия, H-холинолитик. Уменьшает мышечный тонус и применяется для симптоматического лечения мышечных спазмов и других заболеваний, сопровождающихся повышением тонуса либо дистонией.

## Общая информация
Толперизон оказывает сложное влияние на ЦНС: блокирует полисинаптические спинномозговые рефлексы, уменьшает токсичность стрихнина и подавляет вызываемое им повышение рефлекторной возбудимости. Эти свойства толперизона приближают его к центральным релаксантам (мепротан и др.). Имеются данные, что толперизон оказывает избирательное угнетающее влияние на каудальную часть ретикулярной формации мозга, что сопровождается уменьшением спастичности. Обладает также центральными н-холинолитическими свойствами. На периферические отделы нервной системы выраженного влияния не оказывает, обладает слабой спазмолитической и сосудорасширяющей активностью. Механизм действия препарата изучен не полностью.

## Фармакокинетика
После приёма внутрь хорошо всасывается из ЖКТ. Cmax в крови достигается спустя 0,5-1 ч, биодоступность составляет около 20 %. Метаболизируется в печени и почках. Фармакологическая активность метаболитов неизвестна. Выводится почками в виде метаболитов (более 99 %).

## Фармакодинамика
Обладает мембраностабилизирующим и местноанестезирующим действием, снижает болевую чувствительность периферических нервных окончаний, тормозит проводимость импульсов в первичных афферентных и двигательных волокнах, что приводит к блокированию моно- и полисинаптических спинно-мозговых рефлексов. Вероятно, вторично, вследствие торможения поступления Ca2+ в пресинаптические окончания, тормозит выделение медиаторов в синапсах.
Способствует торможению проведения возбуждения по ретикулоспинальному пути. Избирательно снижает активность каудальной части ретикулярной формации головного мозга, уменьшая спастичность.
Снижает патологически повышенный мышечный тонус и ригидность мышц, уменьшает болезненность, облегчает произвольные активные движения.
Обладает слабым спазмолитическим и адреноблокирующим эффектами. Усиливает периферический кровоток независимо от влияния ЦНС.

## Применение
Применяют при заболеваниях, сопровождающихся патологическим повышением тонуса поперечно-полосатой мускулатуры: при спинномозговых и церебральных параличах с повышением тонуса, спазмами, спинальным автоматизмом, при контрактурах конечностей, вызванных травмами спинного мозга, парапарезах и параплегиях, рассеянном склерозе и других заболеваниях, при которых имеются дистония, ригидность, спазмы.
Может применяться также при расстройствах движений, связанных с экстрапирамидными заболеваниями (постэнцефалитический, нейролептический и артериосклеротический паркинсонизм), и при повышении тонуса мышц пирамидного происхождения.
Имеются данные об эффективности толперизона при эпилепсии и расстройствах психики, связанных с энцефалопатией у детей. Препарат применяют также для релаксации и уменьшения опасности травматических осложнений при электросудорожной терапии.

## Показания
- лечение патологически повышенного мышечного тонуса и спазмов поперечно-полосатой мускулатуры вследствие органических заболеваний ЦНС (в том числе поражение пирамидных путей, рассеянный склероз, инсульт, миелопатия, энцефаломиелит);
- лечение повышенного тонуса и мышечных спазмов, мышечных контрактур, сопровождающих заболевания опорно-двигательного аппарата (в том числе спондилёз, спондилоартроз, цервикальные и люмбальные синдромы, артрозы крупных суставов);
- восстановительное лечение после ортопедических и травматологических операций;
- в составе комбинированной терапии облитерирующих заболеваний сосудов (облитерирующий атеросклероз, диабетическая ангиопатия, облитерирующий тромбангиит, болезнь Рейно), заболеваний, возникающих на основе расстройства иннервации сосудов (акроцианоз, интермиттирующая ангионевротическая дисбазия);
- специфическим педиатрическим показанием является болезнь Литтла (детский мозговой паралич) и другие энцефалопатии, сопровождающиеся мышечной дистонией — только для таблеток.[1]

Имеются указания, что толперизон оказывает сосудорасширяющее действие и может применяться для снятия ангиоспазмов, улучшения крово- и лимфообращения, а также что препарат уменьшает адгезивную активность тромбоцитов.
Толперизон обычно хорошо переносится. В некоторых случаях возможны ощущение лёгкого опьянения, головная боль, повышение раздражительности, нарушение сна. Эти явления проходят при уменьшении дозы или временном перерыве в приёме препарата.

### Противопоказания
- гиперчувствительность (в том числе к лидокаину — при парентеральном введении);
- миастения;
- детский возраст до 1 года (таблетки), детский возраст (парентеральное введение).[1]

### Применение при беременности и кормлении грудью
Во время беременности (особенно в I триместре) и в период грудного вскармливания лечение толперизоном возможно лишь в случае, если ожидаемая польза для матери превышает потенциальный риск для плода.

## Побочные действия
Мышечная слабость, головная боль, снижение АД, тошнота, рвота, абдоминальный дискомфорт (при уменьшении дозы обычно проходят). В редких случаях — аллергические реакции (кожный зуд, эритема, крапивница, ангионевротический отек, анафилактический шок, одышка, бронхоспазм).

## Взаимодействие
Может применяться в комбинации с седативными, снотворными средствами и препаратами, содержащими алкоголь. Не влияет на действие алкоголя на ЦНС.
Толперизон усиливает действие нифлумовой кислоты (при одновременном применении может потребоваться снижение дозы нифлумовой кислоты). Средства для общей анестезии, периферические миорелаксанты, психотропные препараты, клонидин — усиливают эффект толперизона.

## Передозировка
Толперизон обладает широким терапевтическим диапазоном, в литературе описано применение препарата у детей внутрь в дозе 600 мг без проявления серьёзных токсических симптомов. При приеме внутрь 300—600 мг препарата в день у больных детского возраста в отдельных случаях наблюдали раздражительность.
При исследовании острой пероральной токсичности в экспериментах на животных большие дозы вызывали атаксию, тонические и клонические судороги, одышку и паралич дыхания.
Лечение
Промывание желудка (при пероральном приеме), симптоматическая и поддерживающая терапия. Специфического антидота нет.

## Меры предосторожности
Применять строго по назначению врача во избежание осложнений.
Не оказывает влияния на способность управлять автомобилем и на выполнение работ, связанных с повышенным риском.